# 池田屋 (鞄店)
株式会社池田屋（いけだや）は静岡県静岡市葵区に本社を置く鞄店。

## 概要
- 1950年、静岡県清水市（現在の清水区）で創業。革製品のバッグ、財布、小銭入れ、ベルト等を製造販売している。
- ネット販売事業の他[1]、全国に直営店7店舗（期間限定店含む）を展開している[2]。
- 「ファスナー式スーツケース」の特許を取得し（特許番号 第6400334号）「子ども思い」を商標登録している（商標登録番号 第5680882号）。なお、同じくランドセル等を扱っている大阪府の会社「池田地球」とは無関係である。
- 2020年（令和2年）2月に有限会社池田屋カバン店から株式会社池田屋へ組織変更と改称を行った。

## 自社製品
- ぴかちゃんランドセル
- 防水堅牢革鞄 - 従来の革鞄に比べ、防水性・強度（キズ・シワ・変色）が格段に向上されている。
- ポケフィット - ワイシャツの胸ポケットにもすっぽり収まり、お札20枚とカード2枚が入る。
- 取り出し上手 - ポケフィットの関連製品。ポケフィットの名刺入れ版。
- 真鍮バックル総革ベルト - 無垢の真鍮ピンバックルと全てが牛革という総革仕様のベルト。
- コインの達人手のひら - 片手がふさがった状態で小銭を出し入れできる小銭入れ。
- 印傳 - 実用性とファッション性を重視した甲州印傳。

## 店舗

### 静岡店

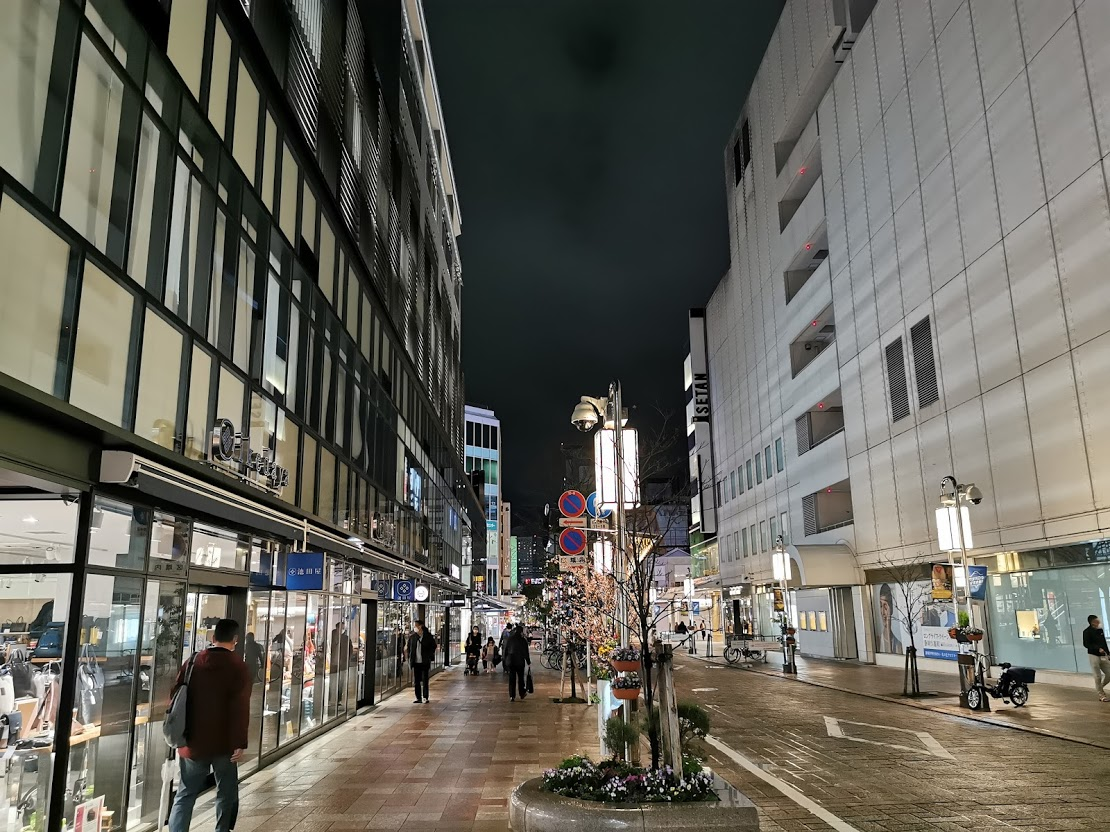
静岡店が入る札之辻クロス

池田屋の基幹店。鞄・バッグの総合専門店として全国トップクラスの品揃えを有する。商品開発販売で全国展開する。
静岡県静岡市葵区呉服町1-30 札の辻クロス  1Ｆ
- 1984年11月 静岡店開業。
- 2005年5月 移転開業。

### 銀座店

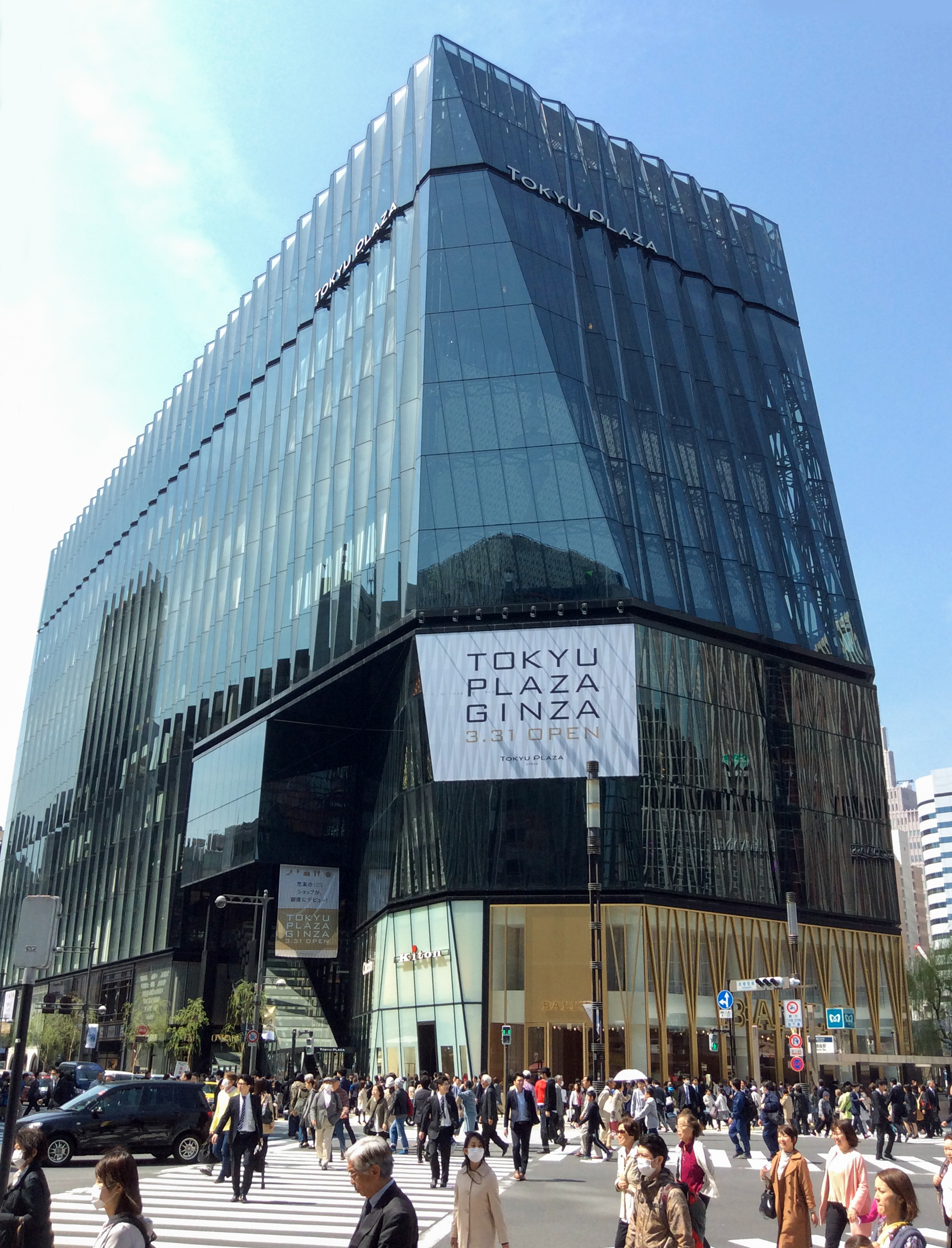
銀座店が入る東急プラザ銀座

東京都中央区銀座5-2-1 東急プラザ銀座 ４F
- 2003年10月 銀座店開業。
- 2016年4月 ランドセル店をオープン。
- 2020年12月27日 銀座コアから東急プラザ銀座に移転[4]。

### 梅田店

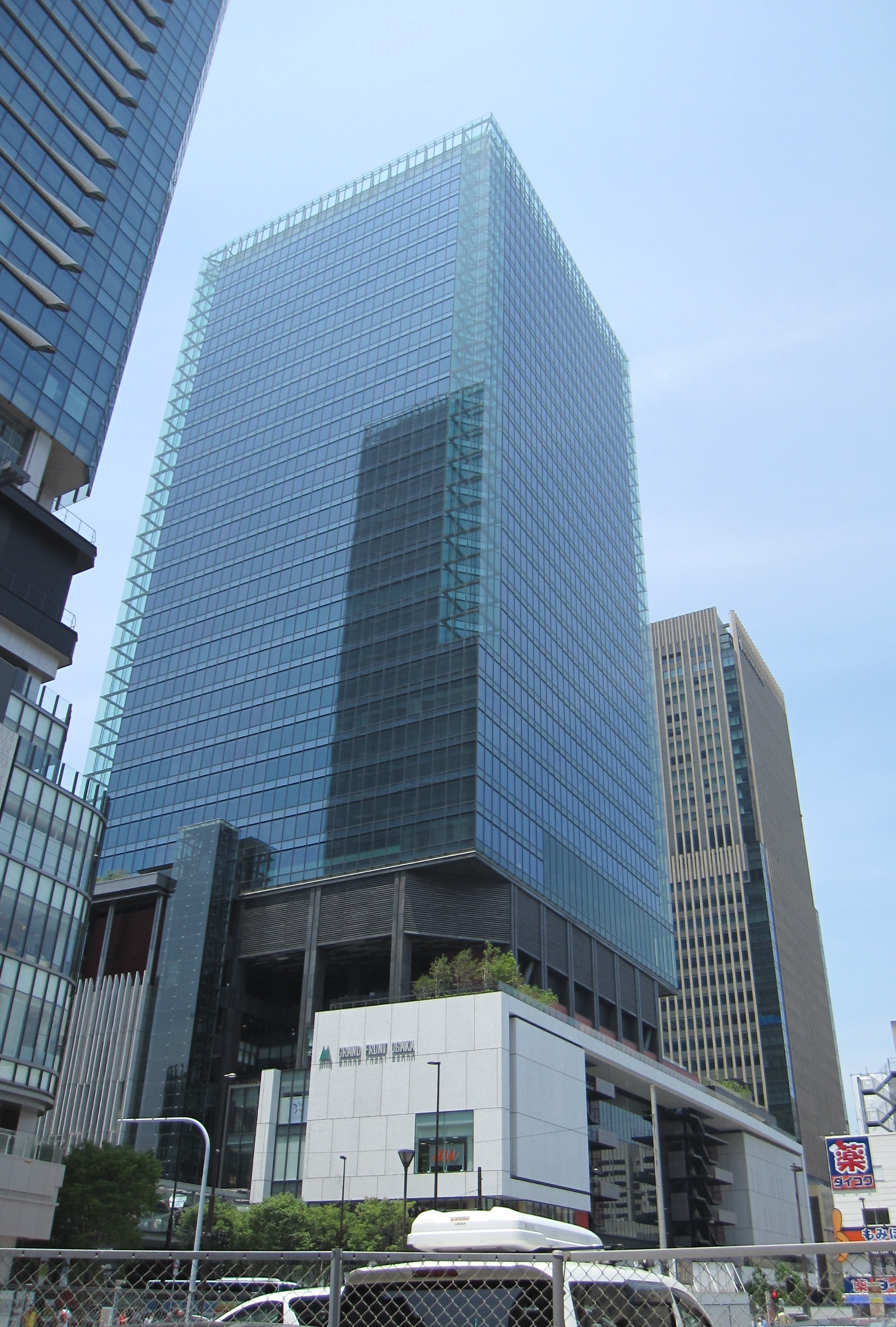
梅田店が入るグランフロント大阪北館

大阪府大阪市北区大深町3-1 グランフロント大阪 ナレッジ・キャピタル ３F
2016年5月開業。

### 横浜みなとみらい店

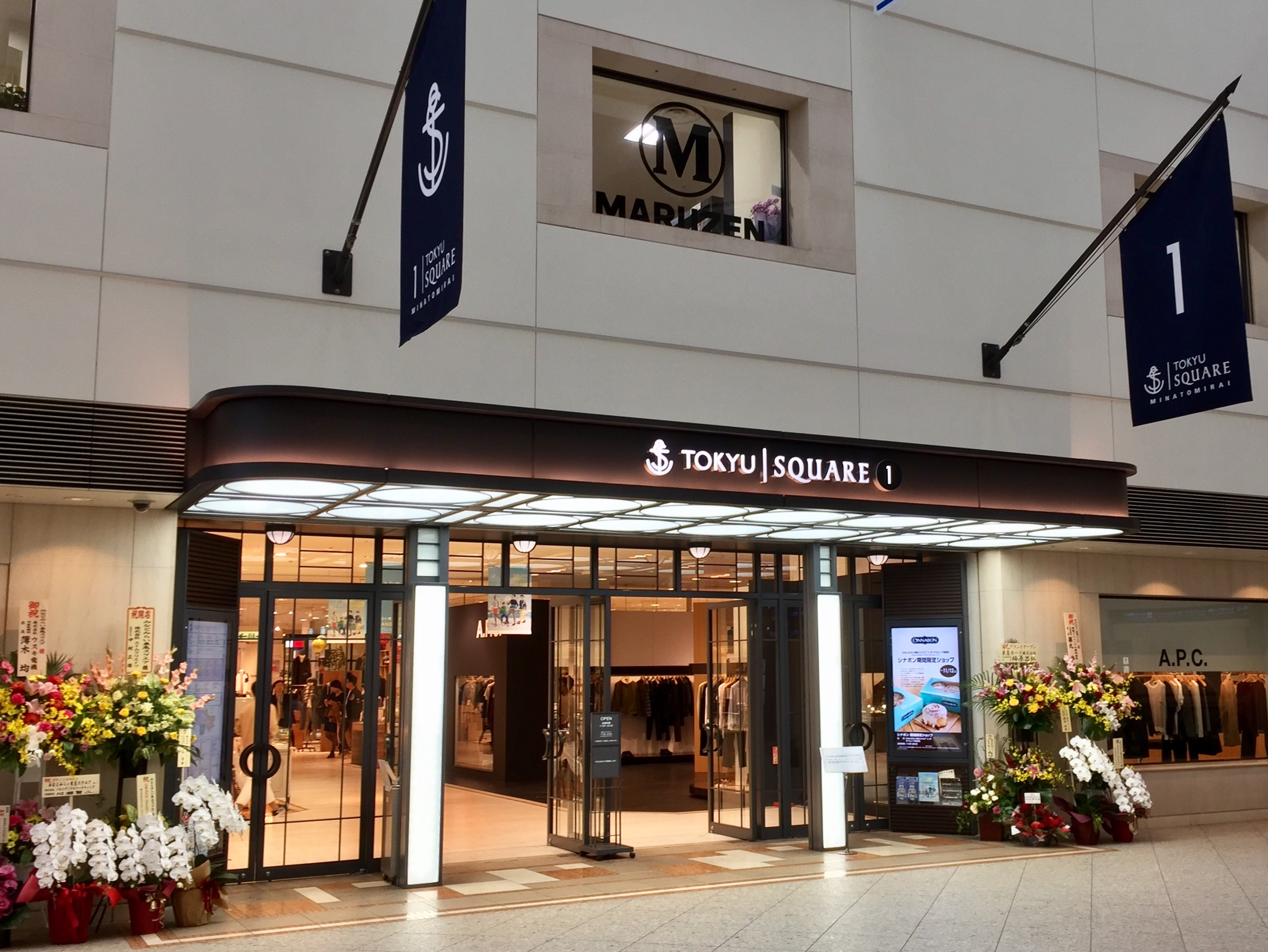
横浜みなとみらい店が入るみなとみらい東急スクエア

神奈川県横浜市西区みなとみらい2-3-4 みなとみらい東急スクエア ステーションコア B3F
2020年1月開業。

### 清水店
池田屋創業店。清水銀座に位置する。
静岡県静岡市清水区銀座11-1
- 1950年4月 池田屋創業（清水店）
- 1980年 改装オープン。
- 2023年11月30日をもって静岡店へ統合

### 浜松店
浜松駅南口より徒歩5分。約20坪の小規模店舗。
静岡県浜松市中央区砂山町323−16
- 1994年11月 浜松店開業。
- 2016年4月 リニューアル開業。

### 福岡天神店
福岡県福岡市中央区大名2-1-37 清水大名ビル １F
2018年4月　博多店が期間限定店舗として開業。
2022年12月　福岡天神店となり常設店として移転オープン